# 2KX
2KX è il secondo album del gruppo Industrial metal italiano DyNAbyte pubblicato dallo stesso gruppo in data 10 ottobre 2010 (10/10/10, da cui il titolo dell'album che starebbe ad indicare la cifra 2010) su chiavetta USB e successivamente stampato dall'etichetta Wormholedeath/Dreamcell11 nel febbraio 2011.
Il formato USB contiene materiale digitale multimediale aggiuntivo.

## Tracce
1. Equilibrium – 4:21
2. F.T.L. – 4:24
3. Normal – 3:13
4. Hereditary Neuronavigation – 3:58
5. Cold Wind of Fear – 5:03
6. Artmix – 5:10
7. Speed – 4:48
8. The Mummy – 4:34
9. I'm not Scared – 4:54
10. Stones – 4:06
11. Wave – 4:06
12. Blinded by my Light – 5:58

## Curiosità
Il titolo della traccia N.6 ("Artmix") è l'anagramma della parola matrix e il testo della canzone è tratto da un brano dell'omonimo film.

## Formazione
- Cadaveria: voce
- LJ Dusk: chitarra
- John: basso